# أهل العشق (ألبوم)
أهل العشق هو ثاني ألبوم للفنانة اللبنانية ديانا حداد، أصدرته شركة ستاليونس في 10 فبراير 1997، حقق الالبوم مبيعات تجاوزت 400الف نسخة، وحازت ديانا على جائزة الأسطوانة من قبل شركة الخيول بسبب تحقيق تلك المبيعات.

## الأغاني
- بزعل منك
- ولفي جفاني
- طفح الكيل
- يا سامعين الصوت
- عنيدة
- أهل العشق